# Catherine Leterrier
Catherine Leterrier, all'anagrafe Catherine Fabius (Aix-les-Bains, 26 ottobre 1942), è una costumista francese.
Moglie del regista François Leterrier, madre del regista Louis Leterrier e sorella del politico Laurent Fabius.

## Filmografia
- Le amanti (Projection privée), regia di François Leterrier (1973)
- L'importante è amare (L'important c'est d'aimer), regia di Andrzej Żuławski (1975)
- Il mio uomo è un selvaggio (Le Sauvage), regia di Jean-Paul Rappeneau (1975)
- Milady, regia di François Leterrier (1976) (TV)
- Silence... on tourne, regia di Roger Coggio (1976)
- Providence, regia di Alain Resnais (1977)
- Vivere giovane (Violette & François), regia di Jacques Rouffio (1977)
- L'imprécateur, regia di Jean-Louis Bertuccelli (1977)
- Goodbye Emmanuelle, regia di François Leterrier (1977)
- Disavventure di un commissario di polizia (Tendre poulet), regia di Philippe de Broca (1978)
- Zucchero (Le sucre), regia di Jacques Rouffio (1978)
- Le cavaleur, regia di Philippe de Broca (1979)
- Baci da Parigi (French Postcards), regia di Willard Huyck (1979)
- Hanno rubato le chiappe di Afrodite (On a volé la cuisse de Jupiter), regia di Philippe de Broca (1980)
- Je vais craquer!!!, regia di François Leterrier (1980)
- Mio zio d'America (Mon oncle d'Amérique), regia di Alain Resnais (1980)
- Psy, regia di Philippe de Broca (1981)
- Rends-moi la clé!, regia di Gérard Pirès (1981)
- Bolero (Les uns et les autres), regia di Claude Lelouch (1981)
- Les babas Cool, regia di François Leterrier (1981)
- Che cavolo mi combini papà?!! (Tout feu, tout flamme), regia di Jean-Paul Rappeneau (1982)
- L'étoile du Nord, regia di Pierre Granier-Deferre (1982)
- La signora è di passaggio (La Passante du Sans-Souci), regia di Jacques Rouffio (1982)
- Édith et Marcel, regia di Claude Lelouch (1983)
- La vita è un romanzo (La vie est un roman), regia di Alain Resnais (1983)
- La crime, regia di Philippe Labro (1983)
- Papy fait de la résistance, regia di Jean-Marie Poiré (1983)
- Viva la vita (Viva la vie!), regia di Claude Lelouch (1984)
- L'amour à mort, regia di Alain Resnais (1984)
- Le jumeau, regia di Yves Robert (1984)
- Tranches de vie, regia di François Leterrier (1985)
- Tornare per rivivere (Partir, revenir), regia di Claude Lelouch (1985)
- Mélo (Mélo), regia di Alain Resnais (1986)
- Gorilla nella nebbia (Gorillas in the Mist: The Story of Dian Fossey), regia di Michael Apted (1988)
- Il tempo delle mele 3 (L'étudiante), regia di Claude Pinoteau (1988)
- Voglio tornare a casa! (I Want to Go Home), regia di Alain Resnais (1989)
- La rivoluzione francese (La révolution française), regia di Robert Enrico e Richard T. Heffron (1989) (TV)
- Milou a maggio (Milou en mai), regia di Louis Malle (1990)
- La vieille qui marchait dans la mer, regia di Laurent Heynemann (1991)
- Tentazione di Venere (Meeting Venus), regia di István Szabó (1991)
- Il sale sulla pelle (Salt on Our Skin), regia di Andrew Birkin (1992)
- Max & Jeremie devono morire (Max & Jeremie), regia di Claire Devers (1992)
- I visitatori (Les visiteurs), regia di Jean-Marie Poiré (1993)
- La soif de l'or, regia di Gérard Oury (1993)
- La vengeance d'une blonde, regia di Jeannot Szwarc (1994)
- Prêt-à-Porter, regia di Robert Altman (1994)
- Une page d'amour, regia di Serge Moati (1995) (TV)
- Fantôme avec chauffeur, regia di Gérard Oury (1996)
- Les soeurs Soleil, regia di Jeannot Szwarc (1997)
- I visitatori 2: Ritorno al passato (Les Couloirs du temps: Les visiteurs 2), regia di Jean-Marie Poiré (1998)
- Giovanna d'Arco (The Messenger: The Story of Joan of Arc), regia di Luc Besson (1999)
- The Divine Inspiration, regia di Claus Drexel (2000) - cortometraggio
- Deux femmes à Paris, regia di Caroline Huppert (2000) (TV)
- Un aller simple, regia di Laurent Heynemann (2001)
- Che fame!!! (J'ai faim!!!), regia di Florence Quentin (2001)
- Vendredi Soir, regia di Claire Denis (2002)
- The Truth About Charlie, regia di Jonathan Demme (2002)
- Bon Voyage, regia di Jean-Paul Rappeneau (2003)
- Une vie, regia di Élisabeth Rappeneau (2005) (TV)
- Palais royal!, regia di Valérie Lemercier (2005)
- Per sesso o per amore? (Combien tu m'aimes?), regia di Bertrand Blier (2005)
- Un po' per caso, un po' per desiderio (Fauteuils d'orchestre), regia di Danièle Thompson (2006)
- Un'ottima annata - A Good Year (A Good Year), regia di Ridley Scott (2006)
- Le héros de la famille, regia di Thierry Klifa (2006)
- Après lui, regia di Gaël Morel (2007)
- Mes stars et moi, regia di Laetitia Colombani (2008)
- La fille de Monaco, regia di Anne Fontaine (2008)
- Le code a changé, regia di Danièle Thompson (2009)
- Coco avant Chanel - L'amore prima del mito (Coco avant Chanel), regia di Anne Fontaine (2009)
- Il mio peggior incubo (Mon pire cauchemar), regia di Anne Fontaine (2011)

## Riconoscimenti
- Premio Oscar
  - 2010 – Candidatura ai migliori costumi per Coco avant Chanel - L'amore prima del mito

- Premi César
  - 1987 – Candidatura ai migliori costumi per Mélo
  - 1990 – Candidatura ai migliori costumi per La rivoluzione francese
  - 1994 – Candidatura ai migliori costumi per I visitatori
  - 2000 – Migliori costumi per Giovanna d'Arco
  - 2004 – Migliore scenografia (con Jacques Rouxel) per Bon Voyage
  - 2004 – Candidatura ai migliori costumi per Bon Voyage
  - 2010 – Migliori costumi per Coco avant Chanel - L'amore prima del mito